# Delphax ribautiana
Delphax ribautiana är en insektsart som beskrevs av Asche och Drosopoulos 1982. Delphax ribautiana ingår i släktet Delphax och familjen sporrstritar. Inga underarter finns listade i Catalogue of Life.